# Хоумстедский металлургический завод

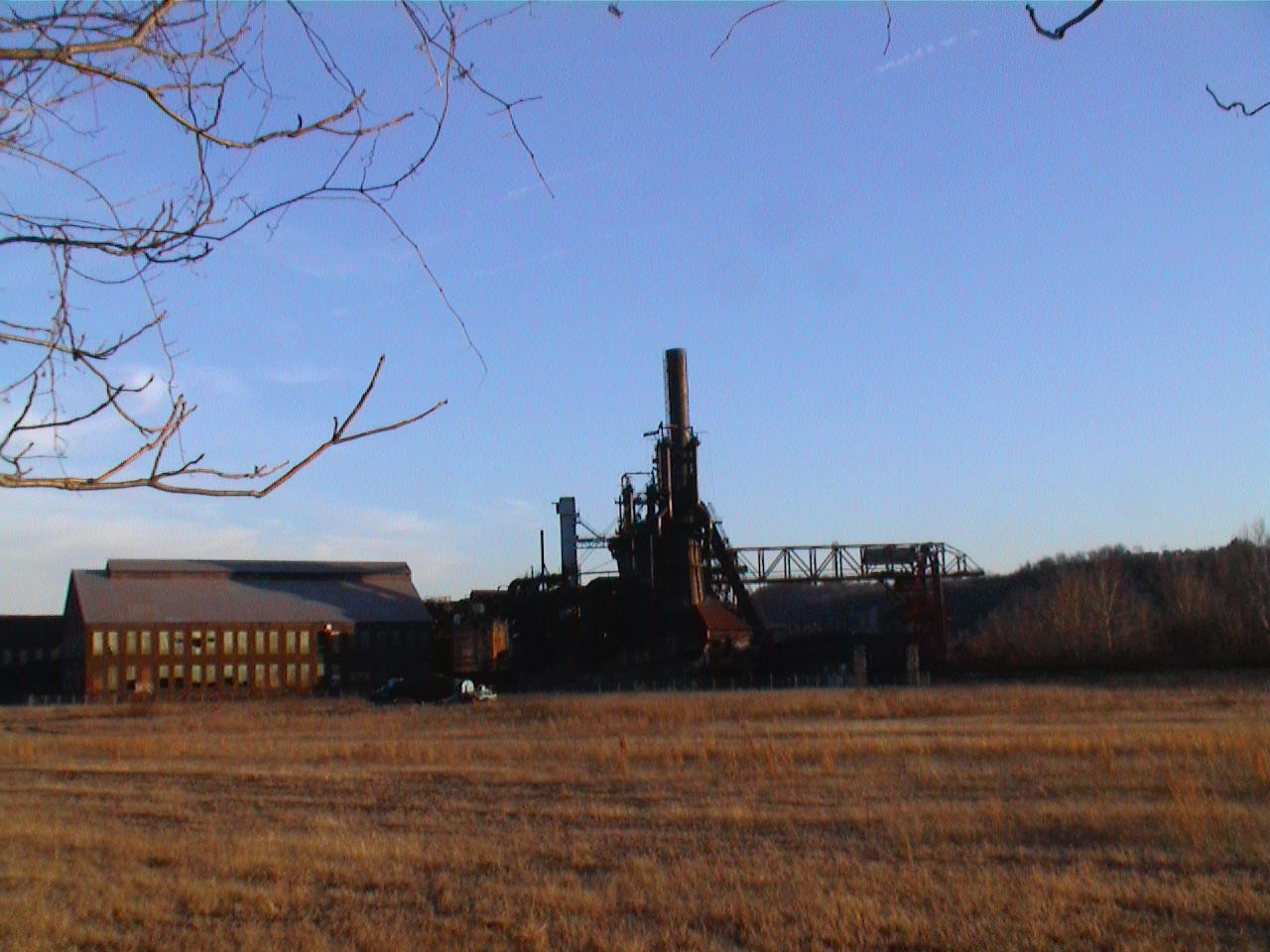

Хоумстедский (Гомстедский) металлургический завод — бывший крупный металлургический завод в небольшом городе Хомстед — пригороде Питсбурга, штат Пенсильвания, США. Основан в начале 1880-х годов. Куплен в 1888 году бизнесменом Эндрю Карнеги, закрыт в 1986 году. Был размещён на обоих берегах реки Мононгахила. Сегодня от завода осталось только две доменных печи, которые доступны для обозрения всеми желающими.
В 1892 году на заводе произошла одна из крупнейших в США стачек рабочих - «Гомстедская стачка».

## История
Завод был построен в начале 1880-х годов. В 1888 года его приобрел бизнесмен Эндрю Карнеги. Завод стал частью его металлургической компании Carnegie Steel Company. В 1892 году на заводе произошла большая забастовка. В 1901 году Карнеги продал завод компании U.S. Steel. Наибольшее количество работников, примерно 15 тысяч человек, работало на заводе в годы Второй мировой войны. В начале 1980-х годов на заводе работало около 7000 — 8000 человек. Завод был закрыт в 1986 году. После этого большинство построек на его территории было разобрано и порезано на металлолом.

## Доменные печи
Хоумстедский металлургический завод находился на обоих берегах реки Мононгахила. На левом берегу реки, возле города Хомстед, от завода почти ничего не осталось, там построен торговый центр. На правом берегу реки, возле города Ранкин, где когда-то находился доменный цех, ещё сохраняются две доменных печи, бункерная эстакада при них и рудно-грейферный кран. Местность у доменных печей доступна для посещения всеми желающими. В 2006 году эти доменные печи занесены в Национальный реестр исторических мест США.

## См.также
- Карнеги, Эндрю